# ICT4D

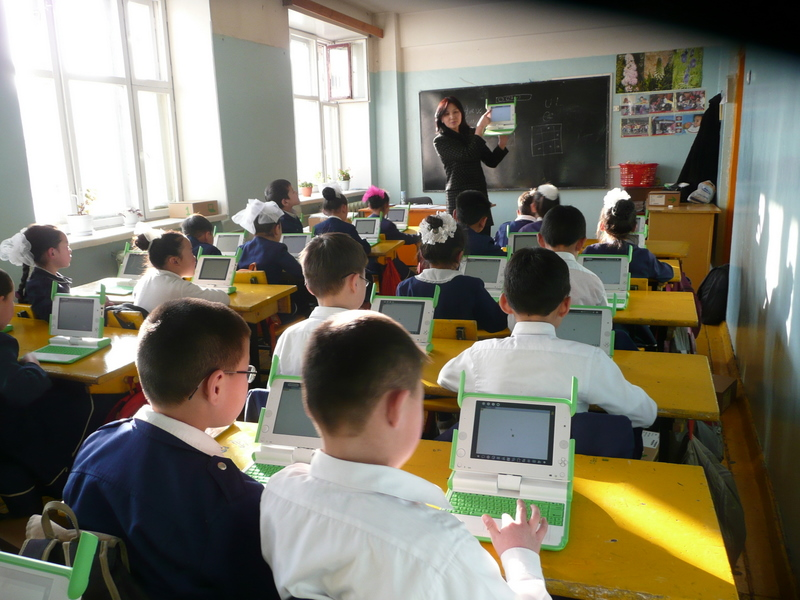
授業でのOLPC。ウランバートル, モンゴル.

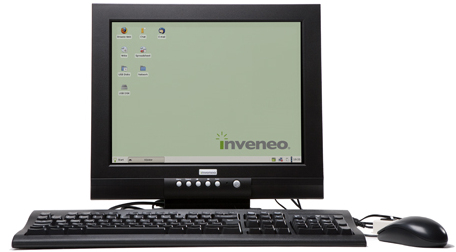
en:Inveneo コンピュータステーション

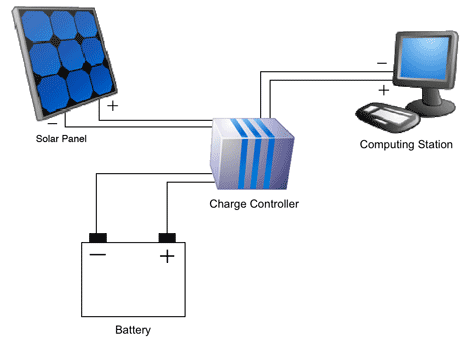
車のバッテリーを電源としたデスクトップコンピュータシステム。太陽電池により充電される

ICT4D（英: information and communication technologies for development、情報通信技術の経済開発への活用）は社会経済発展または、国際開発の分野における情報通信技術 (ICT) の応用一般を指す用語である。
ICT4Dの直接の関心事は貧困解消のための情報技術応用の研究である。情報通信技術の応用は、直接的な方法として、恵まれない人々の利益のために用いられる方法と、間接的な方法として、全般的な社会経済環境の改善のために、外国援助組織やNGO、政府、企業を支援する方法がある。世界の多くの貧困地域では、通信インフラの独占や検閲制度への配慮から、情報通信技術の応用を実現し推進するための法律や行政調査が必要とされている。
ICT4Dの構想は、世界中のあらゆる不便に生きる人々への対策と解釈することができるが、典型的には、開発途上国への応用により結びついている。この分野は取り上げる学会やワークショップ、出版物の増加に連れ、学際的研究領域と認識されてきている。そのような研究は、一つには現在進行中の様々なプロジェクトの効果を調査するために使うことができる、科学的に立証されたベンチマークや結果の必要性により、希求されてきた。多くの国際開発機関がICT4Dの重要さを認識している。例としては世界銀行のGICT部署はこれらの問題に専門に取り組む200余名のスタッフによるチームを持っている。
発展途上国における情報通信技術の影響として、農家がより良い市場価格情報を得て収入向上に生かす例がある。他の例ではブルンジ共和国における汚職社会と戦う移動体通信とラジオ放送の例がある。
この用途で用いられる最有力な用語は「ICT4D」である。その他にはICTDや開発情報学がある。

## 経緯

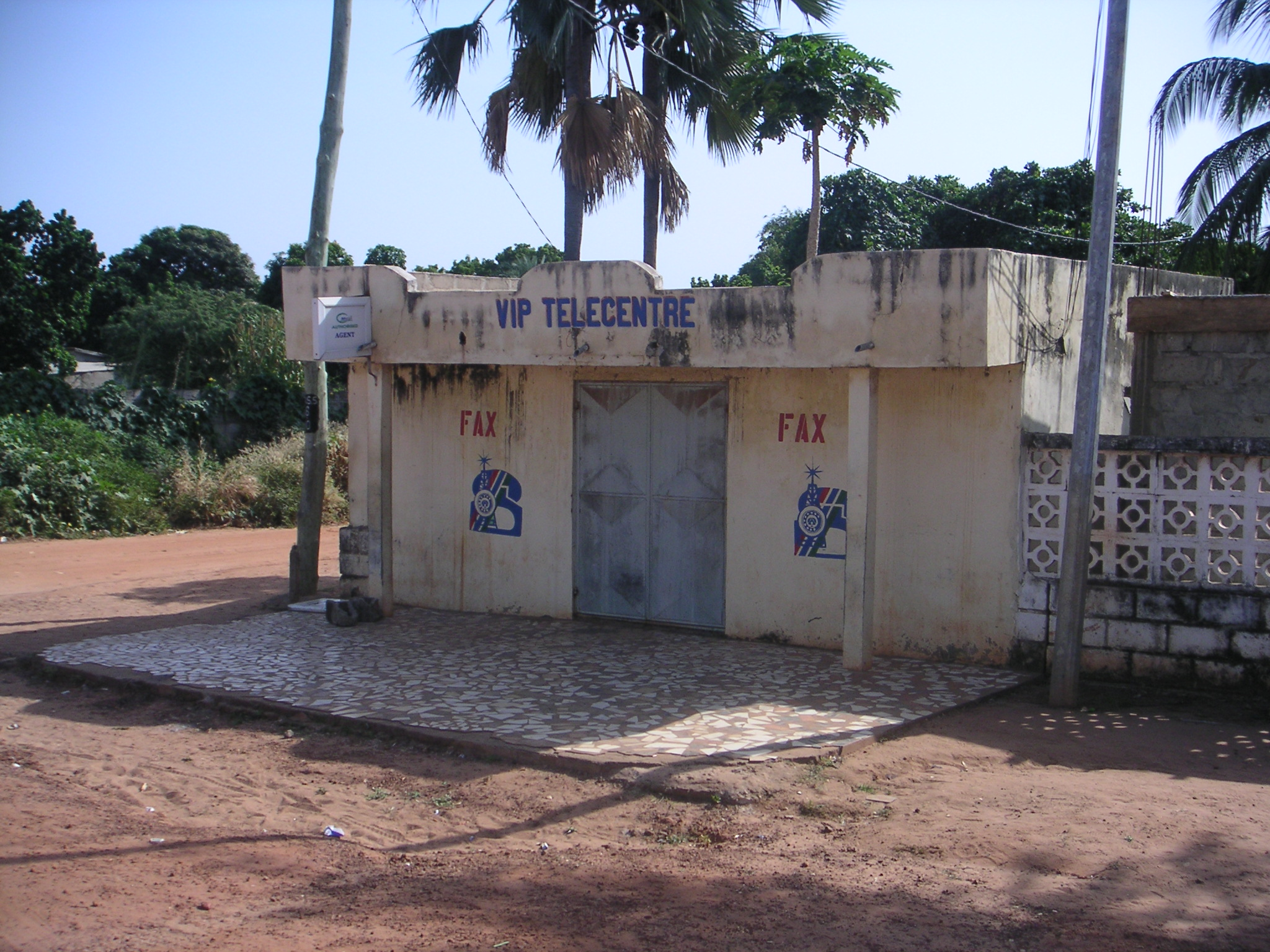
ガンビア共和国の公衆情報センター

ICT4Dの歴史は大まかに3つの時期に分けられる 。
- ICT4D 0.0: 1950年代中盤から1990年代終盤。この期間は（ICT4Dという言葉が作られる前）発展途上国の政府や私企業組織の事務処理応用のためのコンピュータ利用・データ処理が焦点であった。
- ICT4D 1.0: 1990年代終盤から2000年代終盤。ミレニアム開発目標 (MDGs) の採択と非工業国のインターネットの流行時代の到来は、発展途上国における情報通信技術インフラと情報通信技術プログラム・プロジェクトへの投資を急増させた。最も典型的な事例は、開発問題である、健康、教育、貧困国家への農業拡大等の情報を提供する公衆情報センターの建設である。より最近では、テレセンターはオンラインまたは半オンラインで行政サービスを提供するのにも役立っている。
- ICT4D 2.0: 2000年代終盤から現代。1.0と2.0の間に明確な境界はないが、適用のモデルがテレセンターから携帯電話に変わったことを含む新しい局面への移行の示唆である。これは関心が情報基盤充実度から開発における情報通信技術の効果へ移ったものであり、単なる情報の消費者に対して、情報通信技術による生産者や革新者の不足に焦点を当てたものである。

## プロジェクト

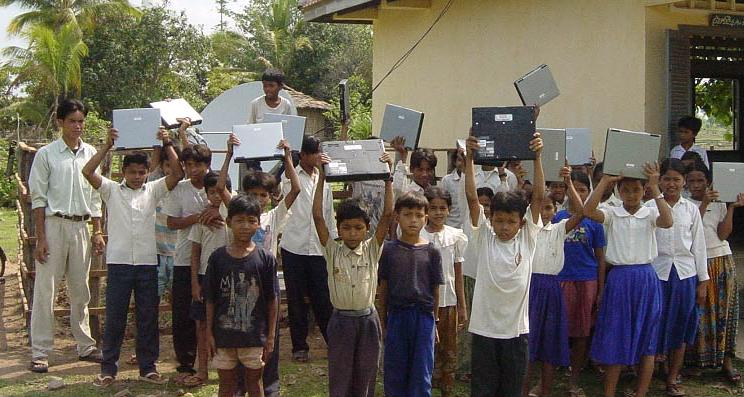
ノートブックを持ったカンボジアの子どもたち.

### 構造
ICT4Dの発案やプロジェクトは、国際機関、私企業（例：インテルのクラスメイトPC）、政府（例：E-MEXICO計画）、NGO（例： IICD (協力・開発のための国際協会)）、仮想組織（例： NPOのone laptop per child）によって計画・実施されることが多い。
ICT4Dプロジェクトは以下に挙げる課題の1つ以上の決着を目指している。
- 機会とインフラストラクチャー: 適切なハードウェア、オペレーティングシステム、ソフトウェア、インターネットへの接続性を提供すること。これらはソフトウェアとハードウェアのマネジメント性、ソフトウェアの配布可能性（自由ソフトウェアの動向と同調したものとして）、インターネット接続の持続可能性を含む。
- 「ICTにおける能力構築と訓練」： インストール、管理、ハードウェア・ソフトウェア開発、デジタルリテラシー（技術リテラシーと情報リテラシー、e-アウェアネス）。
- 「デジタルコンテンツとサービス」： e-サービス（eラーニング、e健康、e-ビジネス・電子商取引、電子統治・電子政府）、コンピュータの現地言語利用の仕組みの付与、オープンアクセス義務化。
- 「ICT部門とデジタル権利の統制」： 自在なアクセス対独占構造、知的財産権、プライバシー、セキュリティー、電子身分証明。
- 「倫理と社会環境」
- ジェンダーと情報通信技術
- 健康と医療
- 政策と社会分析
- 開発のための技術革新

## 参照
1. ↑  ICT4Dの日本語訳は一般社団法人ICT for Developmentによる。“ICT for Development.JP”. 2019年9月2日閲覧。
2. ↑  終了済みのプロジェクト“University ICT4D / Selected Past Project”.   Technology & Social Change Group, ワシントン大学 (2007年). 2010年1月19日閲覧。
3. ↑  “SPIDER”.   Swedish Programme for ICT in Developing Regions, en:KTH (2007年). 2010年1月19日閲覧。
4. ↑  McNamara, Kerry S. (2003) (PDF). Information and Communication Technologies, Poverty and Development: Learning from Experience. World Bank, Washington D.C., USA 2007年4月8日閲覧。.
5. ↑  Presenting IICD (Short version) — International Institute for Communication and Development (IICD)
6. ↑  http://www.youtube.com/watch?v=8ARrLWWDjb4
7. ↑  http://voicesfromemergingmarkets.com/?p=19
8. ↑  Heeks, Richard (2008). “ICT4D 2.0: The Next Phase of Applying ICT for International Development”. IEEE Computer 41 (6):  26–33.
9. ↑  UNDP ICTD Case Studies

- Fizz, Robyn; Mansur, Karla (2008-06-04), “Helping MIT neighbors cross the 'digital divide'”, MIT Tech Talk (Cambridge: MIT):  p. 3